# Anvergură

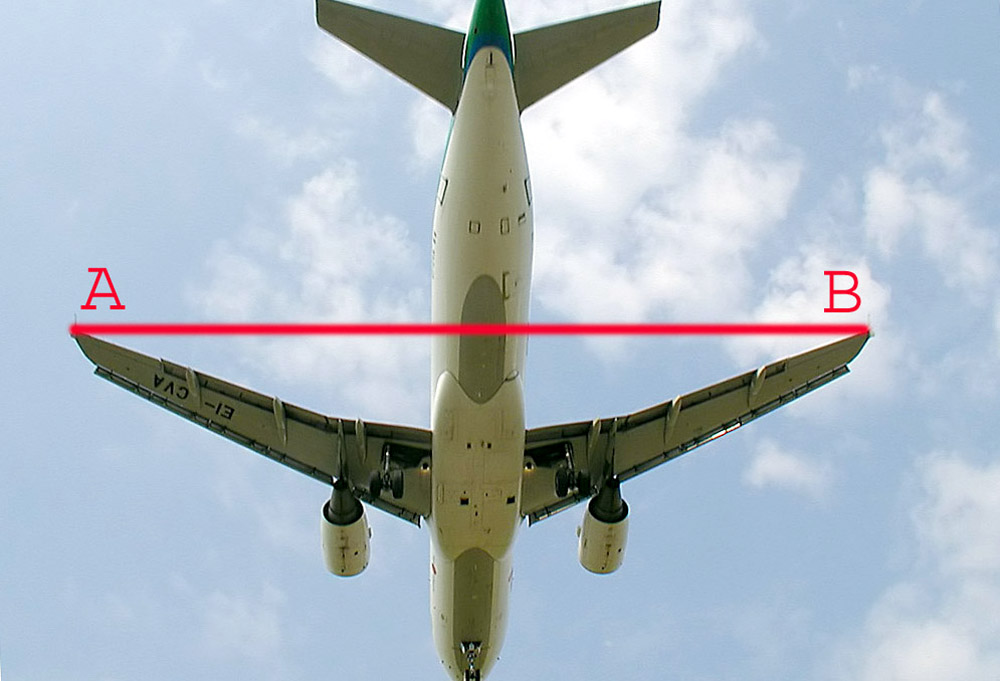
Distanța dintre punctul A și punctul B reprezintă anvergura acestui avion Airbus A320.

Anvergura reprezintă distanța dintre extremitățile aripilor unei specii de animal înaripat sau sau ale unui obiect zburător prevăzut cu aripi.

## Definiție
Anvergura se măsoară între vârful în stare întinsă al aripilor la păsări,  lilieci, insecte, fluturi și molii. La avioane se măsoară distanța dintre extremitățile stânga-dreapta a suprafeței portante (aripă). La avioanele prevăzute cu aripi rabatabile (pliabile), există o anvergură minimă și una maximă.

## Recorduri de anvergură

### Anverguri maxime
- Avioane: Stratolaunch carrier aircraft – 117 metri[1]
- Hidroavioane: Hughes H-4 Hercules Spruce Goose – 97,54 metri[2]
- Lilieci: Pteropodini – 2 metri[3]
- Păsări: Albatros călător – 3,63 metri[4]
- Păsări (dispărute): Argentavis magnificens – 7,0 până la 7,5 metri[5]
- Reptile (dispărute): Quetzalcoatlus (Flugsaurier) – 11 până la 13 metri[6]
- Insecte: Thysania agrippina – 0,28 metri[7]
- Insekten (ausgestorben): Meganeuropsis permiana - 0,72 Meter

### Anverguri minime
- Avioane (cu elice): Bumble Bee II – 1,68 metri [8]
- Avioane (cu reacție): Bede BD-5 – 3,88 până la 4,11 metri
- Lilieci: Craseonycteris thonglongyai – 16 centimetri[3]
- Păsări: Mellisuga helenae – 6,5 centimetri[9]